# Ante Deljac
Ante Deljac (Šibenik, 4. studenoga 1930.) hrvatski je kemičar.

## Životopis
Pohađao je gimnaziju u Šibeniku. Na Prirodoslovno-matematičkom fakultetu u Zagrebu je 1958. diplomirao kemiju te 1965. doktorirao tezom „Eliminacijske reakcije sulfoksida”. U Zavodu za organsku kemiju i biokemiju Prirodoslovno-matematičkoga fakulteta Sveučilišta u Zagrebu bio je od 1976. izvanredni te od 1988. godine redoviti profesor organske kemije.

### Članci
- Paušek-Baždar, Snježana. 1993. Deljac, Ante. Hrvatski biografski leksikon. Zagreb.  journal zahtijeva |journal= (pomoć)